# Onibury
Onibury egy kis falu az angliai Shropshire grófság déli részén, a munslowi körzetben. Az Onny folyó partján fekszik 5 mérföldnyire délnyugati irányban Ludlowtól. Az Onibury parókiához tartozik még Walton falucska is, míg a tulajdonképpeni Onibury a Stokesay és Stanton Lacy parókiák területére esik. A vidék fő látnivalói a Ferney Hall és Stokesay Court vidéki nemesi házak. Oniburyt átszeli a walesi határvidék vasútvonal, de vasútállomását felszámolták.